# Catherine Koika

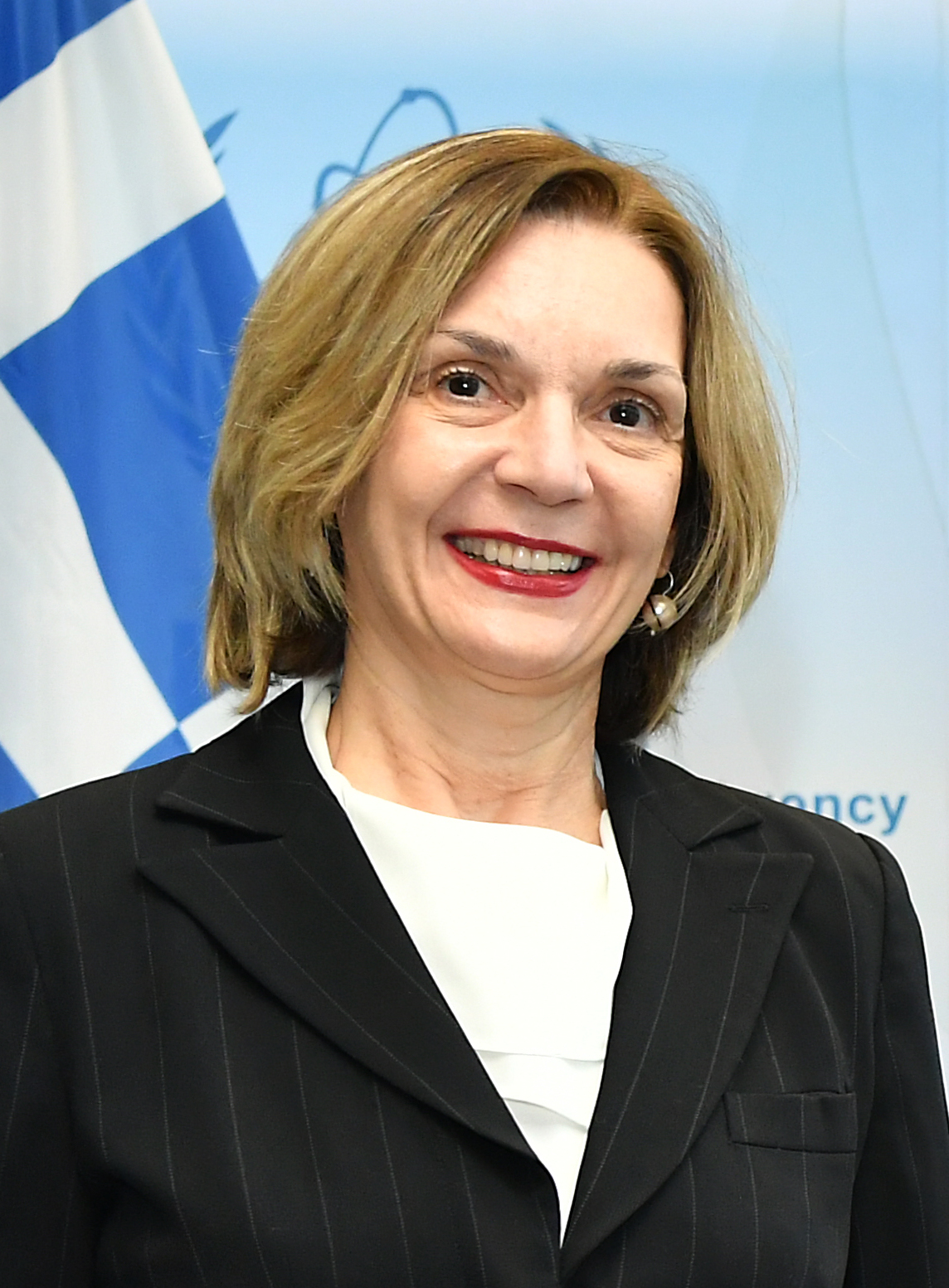
Catherine Koika (2020)

Catherine Koika (griechisch Αικατερίνη Κόικα Ekateríni Kóika; * 22. März 1959 in Griechenland) ist eine griechische Diplomatin.

## Werdegang
Catherine Koika studierte Rechtswissenschaften an der Universität Athen sowie am Institut für fortgeschrittene Europäische Studien an der Universität Straßburg. 1986 trat sie in den diplomatischen Dienst Griechenlands ein.
Im Außenministerium betätigte sie sich in der Abteilung für Europäische Angelegenheiten, in der Abteilung für griechisch-türkische bilaterale Beziehungen, in der Abteilung für USA und Kanada und als geschäftsführende Leiterin in der Abteilung für wirtschaftliche Beziehungen Griechenlands mit dem Mittleren Osten, Nordafrika und den Golfstaaten.
Von 1989 bis 1990 arbeitete sie im diplomatischen Kabinett des stellvertretenden Ministers für Europäische Angelegenheiten.
Von 1991 bis 1996 arbeitete sie als Botschaftssektretärin an der griechischen Botschaft in Rom. Sie war für politische und konsularische Angelegenheiten zuständig. Von 1996 bis 2001 war sie stellvertretende Missionsleiterin an der griechischen Botschaft in Budapest. 2004 und 2005 war sie abermals im diplomatischen Kabinett des stellvertretenden Ministers für Europäische Angelegenheiten. Von 2008 bis 2011 war sie Generalkonsulin in Paris. Von Juli 2013 bis Oktober 2014 war sie Büroleiterin des Generalsekretärs für internationale Wirtschaftsbeziehungen im griechischen Außenministerium, im November 2014 wurde sie zur Generaldirektorin im Generalsekretariat für Griechen im Ausland bestellt. Im März 2015 wurde sie zur Direktorin des Diplomatischen Kabinetts des griechischen Präsidenten. Von März 2019 bis Oktober 2023 war Catherine Koika griechische Botschafterin in Österreich.
2024 wurde sie zur Generaldirektorin für öffentliche Diplomatie ernannt.

## Privates
Catherine Koika ist verheiratet und hat zwei Kinder. Sie spricht neben ihrer Muttersprache Griechisch außerdem Englisch, Französisch, Italienisch und Deutsch.